# Joseph Vanden Berghe
Joseph Vanden Berghe (Roeselare, 12 juli 1878 – Roeselare, 30 juli 1973) was een Belgisch zakenman, politicus en schrijver.

## Biografie
Joseph Vanden Berghe is de enige zoon van een kruidenier en koffiebrander die de volwassen leeftijd bereikte. Hij huwde in 1900 met Flora Moerman, de dochter van een textielfabrikant uit Roeselare. Tijdens zijn opleiding in onder meer het Klein Seminarie werd hij beïnvloed door het katholieke en Vlaams-nationale gedachtegoed. Dat zou zijn politieke en culturele doen en laten sterk beïnvloeden. Als jonge man was hij actief voor tal van Vlaamse tijdschriften, onder meer als dichter. Later zou hij zich meer met toneel bezighouden. Hij schreef onder meer stukken voor muzikale toneelspelen, waarbij hij onder meer met Cecilia Callebert samenwerkte. In 1920 componeerde Jef Tinel (1885-1972) muziek voor koor, strijkers, piano en orgel op de tekst van De Verloren Zoon. In 1950 zou hij erevoorzitter worden van het 'Algemeen Westvlaams Toneel'.
Beroepshalve was hij als bestuurder actief in het bedrijf van zijn schoonvader Pieter Moerman. Daarnaast was hij ook politiek actief. Als jonge man was hij voorzitter van de 'Katholieke Vlaamsche Wacht', de studentengroepering van de lokale katholieke partij. Later was hij actief in de katholieke middenstandsverenigingen. In 1911 werd hij als gemeenteraadslid verkozen voor de Katholieke lijst die traditioneel aan de macht was in Roeselare. Na het overlijden van schepen Alfons Carlier nam hij diens plaats in het schepencollege in als schepen voor onderwijs en cultuur. Tijdens de Eerste Wereldoorlog ontvluchtte Vanden Berghe de stad en werd hij tijdelijk vervangen tot zijn terugkeer in 1918. In 1919 kende hij een hoogtepunt in zijn politieke carrière toen hij benoemd werd als toegevoegd hoogcommissaris van de Verwoeste Gewesten. Hij moest er zich bezighouden met de heropbouw van de regio en de begeleiding van de teruggekeerde vluchtelingen. 
In 1921 nam hij ontslag als schepen en raadslid om lid van de bestendige deputatie van de provincie West-Vlaanderen te worden. Ook hier was hij bevoegd voor onderwijs en cultuur. Hij was onder meer betrokken bij de oprichting van technische landbouwscholen, het sanatorium in Sijsele en de 'De Lovie' in Poperinge. Van die laatste instelling werd hij zelfs voorzitter.
Vanden Berghe werd na de oorlog lid van de beheerraad van de 'Bank voor Handel en Nijverheid'. Deze bank fusioneerde in 1935 tot de Kredietbank. Vanden Berghe bleef in de beheerraad zitten. In Roeselare was hij nog een tijdlang voorzitter van de lokale afdeling van het Davidsfonds en was hij een van de medeoprichters van de Vrije Muziekacademie.

## Bron
- DE BRUYNE, Michiel. Groten uit het Roeselaarse. III. Ledeberg, 1975.